# بهيج بن ذبيان الزبيدي الطائي
بهيج بن ذبيان العبيدي السنبسي الطائي من سادات طيئ في حائل في القرن العاشر الهجري، وكانت عاصمة حكمه بلدة عقدة من قرى حائل، وتولى إمارة حائل وجبال طيء من بعده آل جعفر بزعامة الأمير علي الأمير عبيد إبناء الشيخ عطيه بن خضير بن جعفر الضيغمي من قبيلة شمر الطائية.

## هجرة زبيد من حائل
كان آخر أمراء زبيد في حائل هو بهيج بن ذبيان الزبيدي الطائي، الملقب بسلطان البر. وقد نص على ذلك المؤرخ ابن عقيل الظاهري والعلامة عباس العزاوي والدكتور المؤرخ عبد الله الصالح العثيمين والدكتور علي الشواخ الشعيبي والمؤرخ عبد الرحمن السويداء ومؤرخ الجزيرة العربية العلامة حمد الجاسر وغيرهم.
وفي عهد بهيج بن ذبيان الزبيدي كانت قد وصلت آنذاك من الجنوب إلى حائل قبيلة عبدة الضيغمية المشهورة بالسناعيس، لتنضم إليها قبيلتي الأسلم وزوبع الطائيتين، مشكلين بذلك جبهة كبيرة وقوية ضد بهيج وقومه الزبيد وحلفائهم من قبيلة بني لام الطائية، لينتهي الأمر بإجلاء بهيج عن حكم الجبلين، والذي كان يتخذ من قرية عقدة التي ينتسب لها العقيدات الزبيد عاصمة لها. وليرحل نحو العراق، ولتنشأ بعد ذلك إمارة قبيلة شمر بزعامة الضياغم وأمرائهم آل علي ثم آل الرشيد.
وبعد خروج بهيج بن ذبيان من عقدة تتابع لحاق الزبيد له نحو الشمال ؛ من فرق الجبور والدليم  والعزة واللهيب والبو سلطان وغيرها. وكان آخر من هاجر من الزبيد نحو الشمال هم الزبيد من أبناء علي السالم الصهيبي الذين كانوا يسكنون في عقدة ونواحيها، فسمووا بالعقيدات تمييزا لهم عمن سبقهم من أبناء عمومتهم إلى وادي الفرات الأوسط في سوريا والعراق. وكانت هجرتهم في بدايات القرن الحادي عشر الهجري؛(1010إلى 1030 هجرية)، الموافق لبدايات القرن السابع عشر الميلادي؛ (1600 إلى 1630 ميلادية). فيما يعرف بآخر الهجرات البدوية الكبرى التي ذكرها العلامة أحمد وصفي زكريا في كتابه عشائر الشام.
| يقول بهيج بن ذبيان مثايل     |  | ودمعه على الأملاك غادي شلايل |
| جلونا عن ديارنا العذيّات شمّر  |  | قراح وبرد ماء يداوي الغلايل  |
| نحينا رقاب القود عنهم وغربنا |  | وعيون الزبيديات لنجد مايل    |
| وليا صار ما عدل يعادل عديله  |  | ما ينقعد بالدار والشيل مايل  |
| وليا صار ما حكم الفتى بذراعه |  | هبيت يا حكم يجي بالدخايل     |

إلا أنّ بهجياً بعد ذلك قد غزا حائل مع بعض قومه لأخذ الثأر، فقتل تسعين رجلاً من الجعفر الضياغم ويتّم أبناؤهم، وسُمّي هذا الفخذ من الجعفر باليُتمان، ولا يزالوا يعرفون به حتى الآن، ثمّ رجع لدياره الجديدة في الجزيرة الفراتية في سوريا والعراق. وقد ذكر هذه الحادثة كل من المؤرخ عبد الرحمن بن زيد السويداء والعلامة حمد الجاسر. وهي مشهورة عند قبيلة عبدة الضيغمية.